# Paul Iby
Paul Iby (ur. 23 stycznia 1935 w Raiding) – austriacki duchowny rzymskokatolicki, w latach 1993-2010 biskup diecezjalny Eisenstadt. 

## Życiorys
Święcenia kapłańskie przyjął 29 czerwca 1959 w administraturze apostolskiej Burgenlandu, która w 1960 została przekształcona w diecezję Eisenstadt. 28 grudnia 1992 papież Jan Paweł II mianował go ordynariuszem tej diecezji. Sakry udzielił mu 24 stycznia 1993 jego poprzednik na tej stolicy biskupiej Stefan László. W styczniu 2010 osiągnął biskupi wiek emerytalny (75 lat) i przesłał do Watykanu swoją rezygnację, która została przyjęta z dniem 9 lipca 2010. Od tego czasu pozostaje biskupem seniorem diecezji. 